# Котельникова, Антонина Григорьевна
Антонина Григорьевна Котельникова (1927 — 2000) — передовик советского сельского хозяйства, свинарка госплемсовхоза «Буйский» Уржумского района Кировской области, Герой Социалистического Труда (1971).

## Биография
Родилась в 1927 году в починке Александровский, ныне Уржумского района Кировской области в крестьянской семье.
Окончила обучение в 4-м классе сельской школы и трудоустроилась на свиноферму. В четырнадцать лет поступила в школу фабрично-заводского обучения, училась на сварщицу. Работала на заводе. Только в пятидесятые годы вновь пришла работать на свиноферму. Добивалась высоких производственных показателей. Была лучшей в районе по откорму молодняка.
В 1968 году переехала на постоянное место жительство и работать в госплемсовхоз «Буйский», где ей доверили группу из 27 свиноматок уржумской породы. Ежегодно она выращивала более 500 поросят.
Указом Президиума Верховного Совета СССР от 8 апреля 1971 года за получение высоких результатов в сельском хозяйстве и рекордные показатели в свиноводстве Антонине Григорьевне Котельниковой было присвоено звание Героя Социалистического Труда с вручением ордена Ленина и медали «Серп и Молот».
Позже продолжала трудиться. Была участницей выставок достижений народного хозяйства.
Проживала в селе Буйском. Умерла в 2000 году.

## Награды
За трудовые успехи была удостоена:
- золотая звезда «Серп и Молот» (08.04.1971)
- орден Ленина (08.04.1971)
- Медаль «За трудовое отличие» (24.04.1958)
- другие медали.